# Госпитальный округ

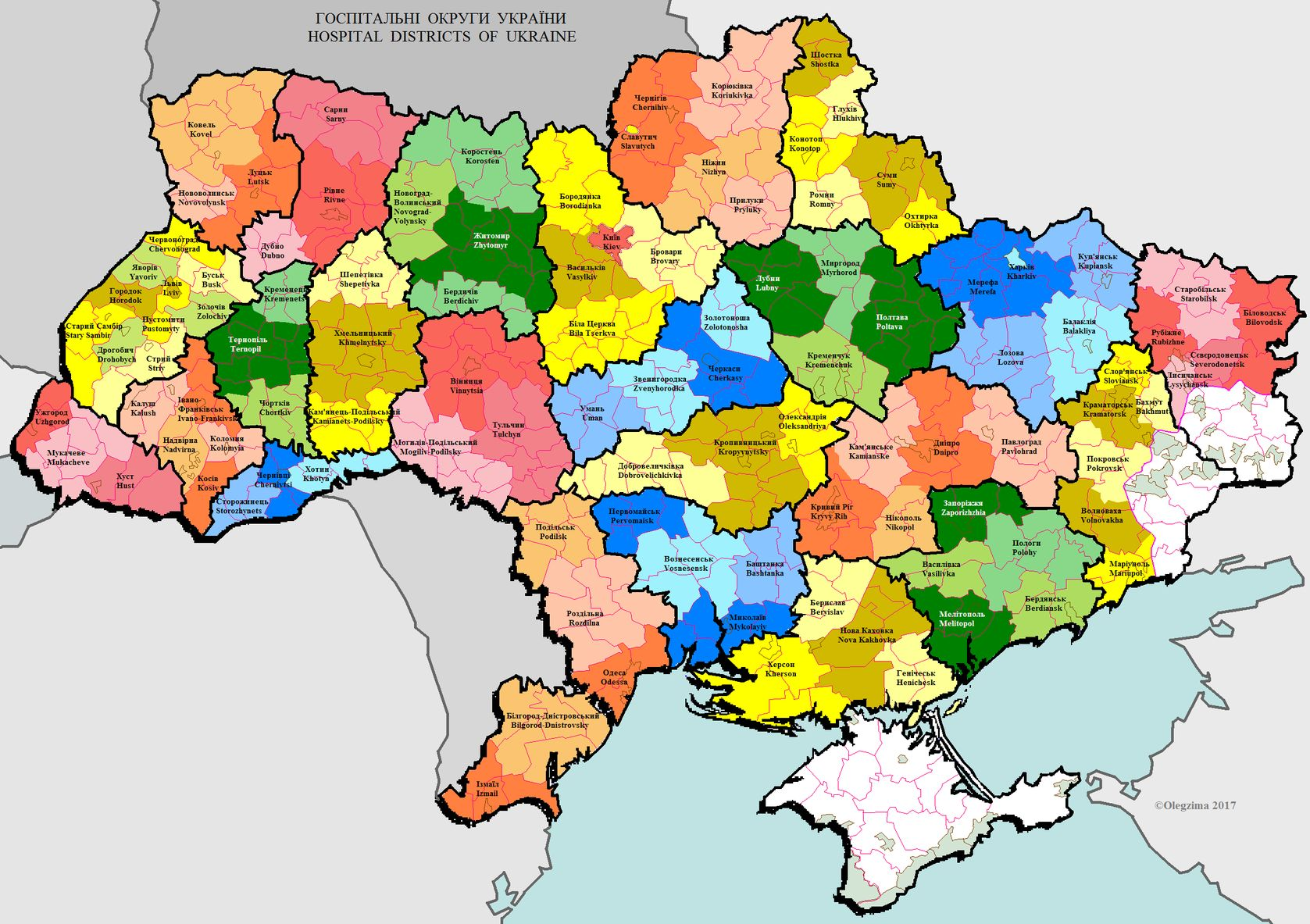
Госпитальные округа Украины

Госпита́льный о́круг — территориальное объединение учреждений здравоохранения Украины нескольких районов в одну сеть по принципу доступности, плотности и численности населения, наличия готовых лечебных учреждений, сложившихся путей доставки пациентов и дорожного сообщения. Один госпитальный округ предусматривает обслуживание не менее 120—200 тыс. населения, достижимость в радиусе 60 минут или 60 километров. Административным центром является населенный пункт с населением более 40 тыс. человек. По замыслу, децентрализационная реформа позволит оптимизировать расходы на содержание многочисленных больниц, приблизит качественные медицинские учреждения к населению областей без необходимости посещения областного центра.

## Условия создания
Областным советам согласно реформе предлагалось предложить такие округа самостоятельно. К критериями создания относят:
- наличие по крайней мере одной больницы интенсивного лечения (первого или второго уровня)
- охват территории с населением минимум 200 тыс. человек при наличии больницы 2-го уровня или 120 тыс. человек при наличии больницы только 1-го уровня
- возможность подъезда основными дорогами с любой точки округа не более 60 минут, и эквивалентно радиуса зоны обслуживания 60 км при условии наличия дорог с твердым покрытием.[1]
- другие условия создания и работы медицинских округов регламентируются постановлением Кабмина от 30 ноября 2016 года № 932[3]

## Проекты госпитальных округов
По состоянию на 4 февраля 2017 года является информация о 105 госпитальных округов в пределах Украины, из них 59 в 16 областях указаны в проекте Распоряжения Кабинета Министров Украины, а именно:
- Винницкая область
  - Винницкий госпитальный округ
  - Могилев-Подольский госпитальный округ
  - Тульчинский госпитальный округ
- Волынская область
  - Ковельский госпитальный округ
  - Луцкий госпитальный округ
  - Нововолынский госпитальный округ
- Днепропетровская область
  - Днепровский госпитальный округ
  - Каменский госпитальный округ
  - Криворожский госпитальный округ
  - Никопольский госпитальный округ
  - Павлоградский госпитальный округ
- Донецкая область
  - Бахмутский госпитальный округ
  - Волновахский госпитальный округ
  - Краматорский госпитальный округ
  - Мариупольский госпитальный округ
  - Покровский госпитальный округ
  - Славянский госпитальный округ
- Житомирская область
  - Бердичевский госпитальный округ
  - Житомирский госпитальный округ
  - Коростенский госпитальный округ
  - Новоград-Волынский госпитальный округ
- Закарпатская область
  - Мукачевский госпитальный округ
  - Ужгородский госпитальный округ
  - Хустский госпитальный округ
- Запорожская область
  - Бердянский госпитальный округ
  - Васильевский госпитальный округ
  - Запорожский госпитальный округ
  - Мелитопольский госпитальный округ
  - Пологовский госпитальный округ
- Ивано-Франковская область
  - Ивано-Франковский госпитальный округ
  - Калушский госпитальный округ
  - Коломыйский госпитальный округ
  - Косовский госпитальный округ
  - Надворнянский госпитальный округ
- Киевская область
  - Белоцерковский госпитальный округ
  - Бородянский госпитальный округ
  - Васильковский госпитальный округ
  - Левобережный госпитальный округ
  - м. Славутич
- Кировоградская область
  - Западный госпитальный округ
  - Кропивницкий госпитальный округ
  - Александрийский госпитальный округ
- Луганская область
  - Беловодский госпитальный округ
  - Лисичанский госпитальный округ
  - Рубежанский госпитальный округ
  - Северодонецкий госпитальный округ
  - Старобельский госпитальный округ
- Львовская область
  - Буский госпитальный округ
  - Городокский госпитальный округ
  - Дрогобычский госпитальный округ
  - Золочевский госпитальный округ
  - Львовский госпитальный округ
  - Пустомытовский госпитальный округ
  - Старосамборский госпитальный округ
  - Стрыйский госпитальный округ
  - Червоноградский госпитальный округ
  - Яворовский госпитальный округ
- Николаевская область
  - Баштанский госпитальный округ
  - Вознесенский госпитальный округ
  - Николаевский госпитальный округ
  - Первомайский госпитальный округ
- Одесская область
  - Бессарабский госпитальный округ
  - Одесский госпитальный округ
  - Северный госпитальный округ
  - Придунайский госпитальный округ
  - Центральный госпитальный округ
- Полтавская область
  - Кременчугский госпитальный округ
  - Лубенский госпитальный округ
  - Миргородский госпитальный округ
  - Полтавский госпитальный округ
- Ровенская область
  - Дубенский госпитальный округ
  - Ровенский госпитальный округ
  - Сарненский госпитальный округ
- Сумская область
  - Глуховский госпитальный округ
  - Конотопский госпитальный округ
  - Ахтырский госпитальный округ
  - Роменский госпитальный округ
  - Сумской госпитальный округ
  - Шосткинский госпитальный округ
- Тернопольская область
  - Кременецкий госпитальный округ
  - Тернопольский госпитальный округ
  - Чертковский госпитальный округ
- Харьковская область
  - Балаклейский госпитальный округ
  - Купянский госпитальный округ
  - Лозовский госпитальный округ
  - Харьковский госпитальный округ
  - Центральный госпитальный округ
- Херсонская область
  - Бериславский госпитальный округ
  - Генический госпитальный округ
  - Таврический госпитальный округ
  - Херсонский госпитальный округ
- Хмельницкая область
  - Каменец-Подольский госпитальный округ
  - Хмельницкий госпитальный округ
  - Шепетовский госпитальный округ
- Черкасская область
  - Центральный госпитальный округ
  - Левобережный госпитальный округ
  - Западный госпитальный округ
  - Черкасский госпитальный округ
- Черновицкая область
  - Западный госпитальный округ
  - Восточный госпитальный округ
  - Центральный госпитальный округ
- Черниговская область
  - Корюковский госпитальный округ
  - Нежинский госпитальный округ
  - Прилуцкий госпитальный округ
  - Черниговский госпитальный округ
- г. Киев
  - Киевский госпитальный округ